# 東京都立江東特別支援学校
東京都立江東特別支援学校（とうきょうとりつ こうとうとくべつしえんがっこう）は、東京都江東区に所在する都立の特別支援学校。高等部のみを設置する高等部単独校であり、知的障害のある生徒を対象としている。学科は、普通科と職能開発科の2つが設けられている。

## 生徒数・教職員数
令和7年度
- 生徒数222名（普通科73名、職能開発科20名）
- 教職員数93名[2]

## 部活動
- 球技部（サッカー、バスケットボール）[3]
- 総合文化部（書道、音楽、絵画、ダンス）
- ICT部（パソコン、検定試験対策等）
- 陸上部

## 主な進学元学校
- 東京都立臨海青海特別支援学校
- 東京都立青山特別支援学校
- 東京都立城東特別支援学校[4]

## 歴代校長
- 初代　田中祐二[5]
- 第2代　柴田敏昭
- 第3代　佐久間雪夫
- 第4代　折笠定男
- 第5代　山口勇
- 第6代　木原豊
- 第7代　中井孝吉
- 第8代　吉川公一
- 第9代　栗木健一
- 第10代　中島敏明
- 第11代　早川智博
- 第12代　田邊陽一郎
- 第13代　小原由嗣

## アクセス
- 東西線東陽町駅西口より徒歩8分